# المرأة العجوز في الرياض
المرأة العجوز في الرياض (بالفرنسية: La Vieille Dame du riad) هي رواية للكاتب المغربي فؤاد العروي، نُشرت باللغة الفرنسية سنة 2011 عن دار Julliard، وتُعد من أبرز أعماله في السرد الروائي التي تجمع بين السخرية الاجتماعية، والتأمل الثقافي، والتقاطع بين الشرق والغرب. تسلط الرواية الضوء على لقاء تخييلي بين سائحة فرنسية في المغرب وامرأة مغربية تقليدية تعيش في رياض قديم بمدينة فاس، في حبكة تجمع بين الفكاهة والدراما، وتثير أسئلة عميقة حول الهوية، والحداثة، والآخر، وسوء الفهم الثقافي.

## تحليل دلالة العنوان
يشكّل عنوان رواية "المرأة العجوز في الرياض" للكاتب المغربي فؤاد العروي بنية دلالية كثيفة تحمل في طياتها أبعادًا رمزية وثقافية واجتماعية متعددة. فـ"المرأة العجوز" ليست مجرد توصيف عمري لشخصية ما، بل تحيل دلاليًا إلى الذاكرة، الحكمة، وربما الهشاشة، كما ترمز ضمن السياق المغربي والعربي إلى القيم التقليدية الأصيلة التي تراكمت عبر أزمنة متعاقبة. أما "الرياض"، فهو الفضاء المغربي التقليدي المتميز بهندسته الداخلية المنغلقة على الذات، والدال على الخصوصية والدفء العائلي، إلا أنه في العقود الأخيرة أصبح رمزًا لتحول اجتماعي واقتصادي عميق، حيث تحوّل من فضاء أصيل إلى مقصد استثماري وسياحي يُعيد تشكيل هويته. وعليه، فإن وجود "المرأة العجوز" في هذا الفضاء لا يبدو اعتباطيًا، بل يطرح تساؤلات عميقة حول مصير الهوية المغربية في زمن العولمة والتحول الاجتماعي، وحول العلاقة بين الماضي المتجسد في هذه العجوز، والحاضر الذي تغيّر فيه المكان دلاليًا ووظيفيًا. إن العنوان، بهذه الصيغة، يستفز القارئ ويدفعه إلى تأمل تقاطعات الزمن والمكان والهوية، ويعلن عن رواية تتأمل تحولات المجتمع المغربي، وتُسائل موقع الإنسان البسيط وسط ديناميات التغير والاغتراب.

## ملخص الرواية
تبدأ الرواية حين يقرر زوجان فرنسيان (بيير وكريستين) شراء رياض قديم في مدينة فاس بهدف تحويله إلى منزل عطلة. عند وصولهما، يفاجآن بوجود امرأة مغربية مسنّة تُدعى لالة عايشة، تسكن داخل الرياض وترفض مغادرته، مدّعية أنه بيتها.
تدور بقية الرواية في فضاء هذا الرياض الضيق والرمزي، حيث تنشأ علاقة مشحونة بين كريستين ولالة عايشة، تمتزج فيها الحيرة، الاستعلاء، سوء التفاهم، والرغبة في الفهم. تتحوّل المواجهة إلى صراع بين عالمين: فرنسا العلمانية الحداثية مقابل المغرب التقليدي المحافظ، ولكن تتطوّر العلاقة إلى نوع من التفاهم والتعاطف الإنساني، دون أن تُمحى الحدود تمامًا بين العالمين.

## الموضوعات

### الصدام الثقافي
الرواية تُعيد إنتاج مفهوم "الآخر" في أدب ما بعد الاستعمار، ولكن بأسلوب تهكّمي يجعل القارئ يتساءل عن مدى صدقية تصورات الغرب عن الشرق، والعكس. في البداية، ترى كريستين في لالة عايشة تجسيدًا "للتخلف" و"اللاعقلانية"، بينما ترى لالة عايشة في كريستين مثالًا على "الغرور الاستعماري" و"فقدان القيم الروحية".

### المرأةوالمجتمع
الرواية تقدّم نموذجين نسائيين متباينين:
- كريستين، المرأة الغربية المتحررة، التي تمثل الحداثة والحرية الجنسية والمادية.
- لالة عايشة، الأرملة المغربية التقليدية، الحريصة على قيم الشرف والدين والعائلة.

لكن المفارقة أن كلتيهما تعاني من الوحدة والتهميش بطريقتها، وهو ما يخلق خيط تعاطف إنساني يتجاوز الفوارق الثقافية.

### السخريةوالنقد الاجتماعي
كعادته، يوظف فؤاد العروي أسلوبًا ساخرًا مليئًا بالمفارقات والطرائف، ليُعرّي تناقضات الخطاب الغربي عن التعدد الثقافي، وكذلك تناقضات المجتمع المغربي بين التراث والتحديث. فالرواية لا تدين طرفًا معينًا، بل تكشف هشاشة الجميع أمام أسئلة الانتماء والتفاهم.

## الأسلوب الأدبي
يمتاز النص بأسلوب خفيف وسلس، رغم ما يتضمنه من قضايا فلسفية واجتماعية عميقة. يتنقل الراوي بين وجهات نظر متعددة، ويعتمد الحوار بشكل أساسي لكشف التباينات بين الشخصيتين. كما يعكس النص تأثيرًا واضحًا بأسلوب فلوبير وألبير كامو في المزج بين الجدية والتهكم.

## الاستقبال النقدي
حظيت الرواية بإشادة نقدية في الأوساط الأدبية الفرنسية والمغاربية، واعتبرها نقّاد مثل جان بيير سيميون وليلى سليماني مثالًا على "أدب الحوار بين الثقافات الذي لا يقع في فخ الاستشراق أو التبجيل". وقد أشاد كثيرون بقدرة العروي على تحويل موضوع حساس إلى نص ممتع وعميق في آن.

## الترجمات
صدرت الترجمة العربية لرواية “المرأة العجوز في الرياض” لمؤلفها فؤاد العروي عن دار “الفاصلة للنشر” بطنجة وهي من ترجمة الكاتب المغربي سعيد بلمبخوت، الذي ترجم عدة روايات لمغاربة وأجانب. وتعد الرواية “المرأة العجوز في الرياض” التي، تعيد الاعتبار للرياضات بمراكش والجديدة، من بين أهم الروايات الحديثة التي تستعيد مشاهد وحكايات الطفولة والشباب.
لقد حاول العروي بطريقة ذكية وساخرة شد انتباه أولئك الوافدين الذين لا يكترثون بثقافة وتاريخ البلد الذي يرحب بهم كسياح أو مقيمين، ولا يخفى أن مدينة مراكش أصبحت خلال الآونة الأخيرة قبلة للأجانب، إذ اقتنى الكثير منهم عقارا أو رياضات قديمة، واستقروا بها. بالتأكيد أن سحر المدينة ومعالمها وساحاتها تبهر كل العالم، لكن كيف يتسنى للكاتب أن يدفع بقلمه أولئك الأجانب إلى معرفة كنه المعالم الحقيقية لهذا البلد المتمثلة في الثقافة والهوية والتاريخ وما إلى ذلك؟. سيعود الكاتب من جديد إلى بلده صحبة شخصياته الروائية ليحدد تلك المعالم، ليعيد قراءة التاريخ بطريقة الكتابة، ومن ثم يتعين على قرائه متابعة خطواته خطوة خطوة وهو يشير إلى التمايزات الثقافية بين المغاربة والفرنسيين، في أفق تمرير رسالة حول ضرورة فهم الآخر، وتجاوز الأفكار النمطية والأحكام المسبقة.